# Mazama americana
Il mazama rosso (Mazama americana Erxleben, 1777) è una specie di Mazama originaria delle foreste del Sudamerica, diffusa dall'Argentina settentrionale fino a Colombia e Guiane. Si incontra anche sull'isola di Trinidad, appartenente alla Repubblica di Trinidad e Tobago (fino a tempi storici molto recenti viveva anche a Tobago, ma sembra che da tale luogo sia scomparso a causa dell'eccessivo bracconaggio praticato sull'isola).

## Tassonomia
In passato il mazama rosso del Centroamerica (M. temama) e talvolta anche il mazama bruno dello Yucatán (M. pandora) venivano considerate sottospecie del mazama rosso. Tuttavia, anche dopo una recente revisione, persiste ancora una notevole confusione riguardo alla tassonomia di questa specie. Proprio per questo motivo, la IUCN la classifica tra le specie insufficientemente conosciute, nonostante sia, senza ombra di dubbio, la specie di mazama più diffusa. Condivide gran parte del suo areale con il più piccolo mazama bruno dell'Amazzonia (molto meno numeroso).
Attualmente ne vengono riconosciute dodici sottospecie:
- M. a. americana Erxleben, 1777 (Venezuela sud-orientale, Brasile settentrionale e Guiane);
- M. a. carrikeri Hershkovitz, 1959 (Colombia settentrionale);
- M. a. gualea J. A. Allen, 1915 (Ecuador occidentale);
- M. a. jucunda Thomas, 1913 (Brasile meridionale);
- M. a. rosii Lönnberg, 1919 (Argentina settentrionale);
- M. a. rufa Illiger, 1815 (Paraguay e Argentina);
- M. a. sarae Thomas, 1925 (Bolivia ed estremità nord-occidentale dell'Argentina);
- M. a. sheila Thomas, 1913 (Venezuela settentrionale);
- M. a. trinitatis J. A. Allen, 1915 (isola di Trinidad);
- M. a. whitelyi Gray, 1873 (Perù);
- M. a. zamora J. A. Allen, 1915 (dalla Colombia sud-orientale al Perù nord-orientale);
- M. a. zetta Thomas, 1913 (Colombia settentrionale).

## Descrizione
Il mazama rosso è di colore marrone-rossastro, con testa e collo di un marrone-grigiastro più chiaro e zampe parzialmente nerastre. L'interno delle zampe posteriori e la parte inferiore della coda sono bianchi. I piccoli sono ricoperti da macchie bianche e non hanno le zampe nerastre. Solo i maschi adulti sono muniti di palchi, piccoli e simili a chiodi. È la specie di mazama più grande: misura 67-80 cm di altezza al garrese ed è lungo 105-144 cm. Generalmente pesa tra i 24 e i 48 kg, ma maschi eccezionalmente grandi possono raggiungere i 65 kg.

## Biologia
Il mazama rosso si nutre brucando tra la vegetazione, prediligendo la frutta quando essa è disponibile. Ha abitudini generalmente solitarie e vive all'interno delle giungle più fitte. Quando è allarmato, sbuffa o colpisce il terreno con gli zoccoli.

## Nella cultura di massa
Il mazama rosso fa una breve apparizione nella serie Prehistoric Park, tra le possibili prede della tigre dai denti a sciabola. Nella quarta puntata della serie un esemplare solitario è attaccato da una femmina di Smilodonte, a cui però riesce a sfuggire. In seguito viene spiegato dal conduttore Nigel Marven che le tigri, in quanto specializzate nella caccia a grossi animali, non sono in grado di catturare animali piccoli e veloci come il mazama.